# Atenolol
Atenolol je najvažniji i najpropisivaniji beta blokator, sinonim cijele skupine. Bio je specifično razvijen radi dobivanja posebnog beta blokatora koji bi, za razliku od propranolola bio selektivan za beta-1 receptore i bio hidrofilan kako ne bi prolazio krvno-moždanu barijeru i uzrokovao depresiju i noćne more. 

## Djelovanje
On selektivno blokira beta-1 adrenergičke receptore, bez djelomične agonističke aktivnosti (ISA) i bez učinaka na stabilizaciju membrane. Atenolol smanjuje, kako tijekom mirovanja tako i tijekom napora, frekvenciju srčanog rada, udarni volumen, sistolički i dijastolički krvni tlak te potrebu miokarda za kisikom čime omogućuje mnogo veći srčani rad. Ali on smanjuje i snagu srčanog mišića što je neželjeni učinak u pacijenata koji pate od kongestivnog zatajenja srca. Dakako, takvi pacijenti mogu primati atenolol ako ujedno primaju i lijekove koji poništavaju loš učinak na rad srca (srčani glikozidi). 

## Primjena
S obzirom na to da je selektivan za beta-1 receptore (pošto se ti receptori nalaze u srcu takva selektivnost još se naziva i kardioselektivnost) atenolol je prikladniji za astmatičare i one pacijente koji pate od kronične opstruktivne bolesti pluća (KOPB) jer u manjim, kliničkim dozama me izaziva sužavanje bronhija. Ipak, unatoč tomu, treba biti oprezan i kod takvih bolesnika jer atenolol u većoj dozi može izazvati napadaj gušenja. 
Atenolol se ponajviše koristi u liječenju hipertenzije, a i za dugotrajno liječenje angine pectoris te u liječenju tahiaritmija. Djelotvorna dnevna doza iznosi 75 mg. 

### Nuspojave
Atenolol ne smiju koristiti pacijenti koji boluju od sinus bradikardije, atrioventrikularnog bloka II i III stupnja, u stanju kardiogenog šoka i pacijenti koji pate od izrazite srčane slabosti. Oprez je potreban u pacijenata s kroničnim opstruktivnim bolestima dišnih putova (astma i KOBP), pacijenata slabog srca koji primaju i srčane glikozide ili diuretike, dijabetičara, pacijenata koji pate od, miastenije gravis, psorijaze, Raynaudovog sindroma, hipertireoze (tireotoksikoze), u bolesnika s oštećenom bubrežnom funkcijom te pacijenata sklonima alergijama. Trudnice i dojilje smiju koristiti atenolol samo iznimno. 
Moguće nuspojave jesu bradikardija, kongestivno srčano zatajenje i hladnoća ekstremiteta (zbog smanjenja perifernog krvnog optoka), ortostatska hipotenzija, aritmije, bronhospazam, može doći do smanjenja seksualne sposobnosti, pospanosti, problema sa spavanjem, umora ili slabosti, nervoze i nazalne kongestije. Od nuspojava u probavnom sustavu mogu se pojaviti opstipacija, proljev, mučnina, povraćanje te nelagoda u trbuhu.